# Alberto Gilardino
Alberto Gilardino (Biella, 5. srpnja 1982.) talijanski je nogometni trener i bivši nogometaš. Trenutačno je bez kluba. Igrao je na poziciji napadača.

## Karijera
Karijeru je započeo u Piacenzi, gdje je debitirao u Serie A protiv Milana. Prodan je 2001. godine u Veronu gdje je igrao dosta dobro, ali se nije baš iskazao u zabijanju golova. Bivši trener njegovog tadašnjeg kluba, Cesare Prandelli zatražio je da ga se dovede u Parmu. Isprva nije puno zabijao (5 golova u prvoj sezoni), no, sezonu poslije postigao je 23 pogotka, te bio drugi strijelac lige. U sezoni 2004./05. proglašen je najboljim igračem lige. Bilo je to dovoljno da ga zapazi veliki Milan, koji ga 17. srpnja 2005. godine dovodi u svoje redove za 18 milijuna funti. U Milanu je bio dovoljno dobar za nacionalno prvenstvo, zabivši 17 golova, no u Ligi prvaka nije bio ni približno tako dobar. U sezoni nakon skandala "Calciopoli", njegov Milan igrao je loše, a Gilardino se u potpunosti utopio u to sivilo, te su započele priče o njegovom možebitnom odlasku sa San Sira. To se i dogodilo na kraju sezone 2007./08., kada potpisuje za Fiorentinu. U srpnju 2016. godine je Gilardino potpisao dvogodišnji ugovor s Empolijem.

## Reprezentativna karijera
Godine 2004. nastupio je na Olimpijadi u Ateni, također je i postao prvak Europe za uzraste ispod 21 godine. Prije toga nastupao je za mladu talijansku selekciju i u kvalifikacijama za taj EURO, a bio je i u U-18 momčadi Italije. Nastupio je na Svjetskom prvenstvu 2006. godine gdje je s reprezentacijom postao prvak svijeta. Na tom natjecanju postigao je pogodak reprezentaciji SAD-a, te asistirao Del Pieru za pogodak Nijemcima u polufinalu.

## Vanjske poveznice
- Profil na Transfermarktu
- Profil na Soccerwayu